# Aqüeducte d'en Caixa
L'aqüeducte d'en Caixa és un conducte que pouava aigua des del sud de Palafrugell mitjançant un molí aiguader. Estava situat entre els actuals carrer del Daró i la Creu Roquinyola, de Palafrugell, on hi havia l'horta de Francesc Estrabau, també coneguda com a horta d'en Caixa.
L'aqüeducte es va construir en una paret de tanca, sobre un seguit d'arcades. La paret és de pedra borda i morter i els arcs, de rajols en sardinell. Quan, pels pendents respectius de la canal i del carrer, disminueix prou l'alçada de l'aqüeducte, a la banda nord, desapareixen les arcades i la canal per on circulava l'aigua passa pel damunt d'una paret de tanca massissa. Per l'altre extrem, el de migdia, l'aqüeducte va ser seccionat per l'obertura de l'avinguda d'Espanya, de manera que a l'altre costat del vial hi queda el petit edifici on hi havia el molí de pouar aigua.
L'aqüeducte formava part dels sistemes de distribució i ús d'aigua per a reg o altres usos anteriors a l'actual xarxa d'aigua potable, que inclouen des de les rieres, als recs, els molins, pous, basses, fonts o safareigs. Amb l'aqüeducte d'en Caixa, l'aigua es dirigia per gravetat fins a la bassa, que es trobava a uns 250 metres al capdamunt de la construcció i que permetia regular els cabals i els temps d'irrigació de l'horta.
L'horta d'en Caixa és un dels exemples d'hortes palafrugellenques sempre situades a la vora de l'aigua, sigui d'una riera, com la de Vila-seca, o com en aquest cas, d'un aqüeducte. Aquesta horta, que forma una de les finques més grans del nucli urbà de Palafrugell amb gairebé 3 ha, continua a l'altra banda de l'avinguda d'Espanya amb el conjunt d'hortes que queden a Palafrugell i que constitueixen el límit meridional de la vila, enllaçant-la amb els plans de Santa Margarida.